# Skillounta
Skillounta (in greco Σκιλλούντα?) è un ex comune della Grecia nella periferia della Grecia Occidentale (unità periferica dell'Elide) con 15.931 abitanti secondo i dati del censimento 2001.
È stato soppresso a seguito della riforma amministrativa, detta Programma Callicrate, in vigore dal gennaio 2011 ed è ora compreso nel comune di Andritsaina-Krestena.

## Località
Skillounta è suddiviso nelle seguenti comunità (i nomi dei villaggi tra parentesi):
- Diasella (Diasella, Ladikaki, Papa Chania, Skala)
- Frixa (Frixa, Anemochoraki)
- Graikas
- Gryllos (Gryllos, Chani Gryllou)
- Kallikomo (Kallikomo, Krounoi, Ladiko)
- Kalyvakia (Nea Kalyvakia)
- Kato Samiko (Kato Samiko, Kleidi, Fragkokklisia)
- Krestena (Krestena, Moschoula, Poros)
- Makrisia
- Platiana
- Ploutochori (Neo Chorio)
- Raches
- Samiko
- Skillountia (Skillountia, Nea Skillountia)
- Trypiti (Trypiti, Lekani)
- Vrina